# 32593 Crotty
32593 Crotty este o planetă minoră (asteroid), cu un diametru de 2,906 km, din centura de asteroizi. A fost descoperită pe 22 august 2001 la Experimental Test Site⁠(d) de Lincoln Near-Earth Asteroid Research. 
Obiectul prezintă o orbită caracterizată de o semiaxă mare de 2,3706069 UAi, o excentricitate de 0,1, o înclinație de 5,12524 ° în raport cu ecliptica.